# Chiesa di San Rocco alla Riviera di Chiaia

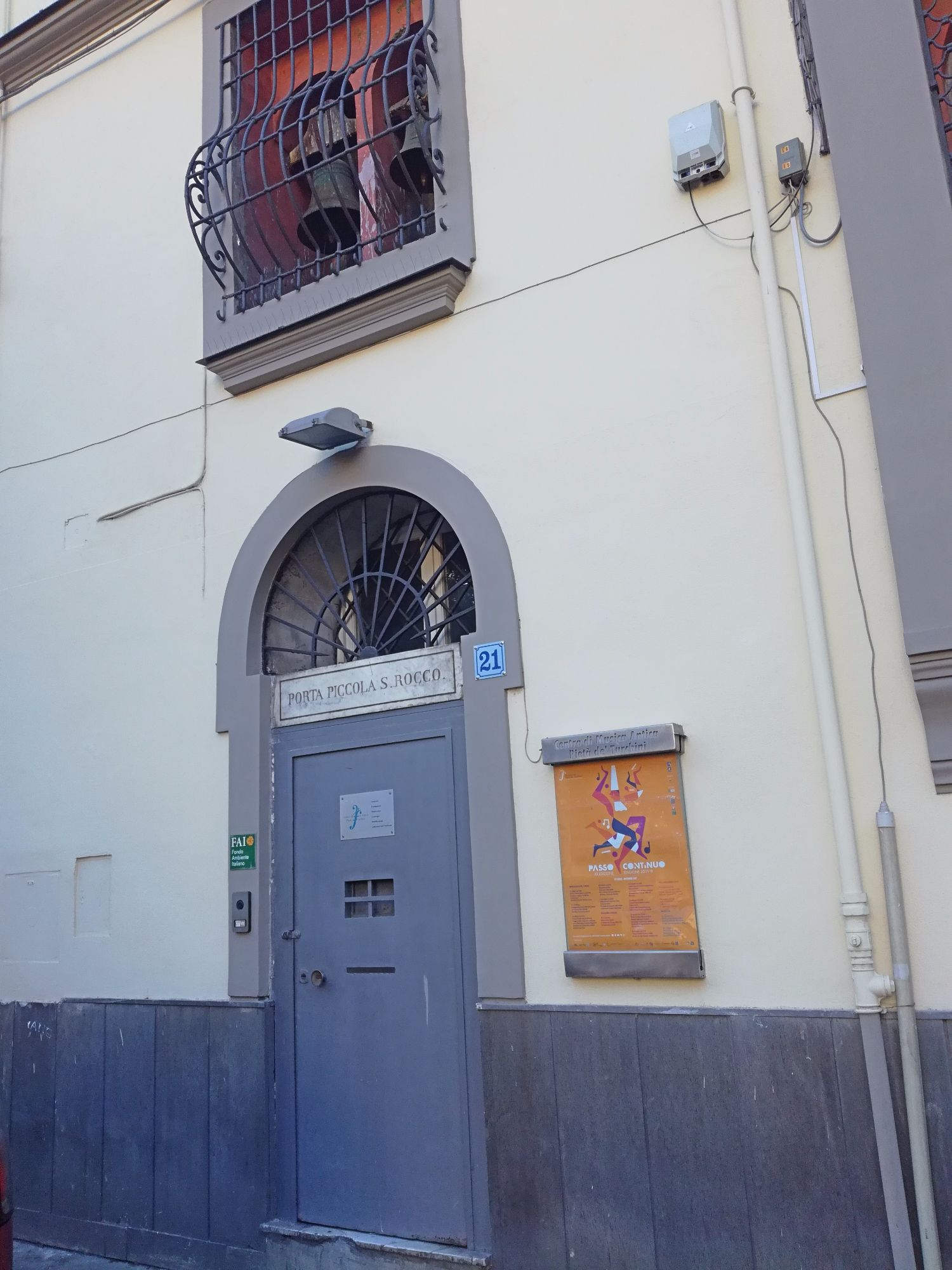
Ingresso posteriore con campaniletto

La chiesa di San Rocco alla Riviera di Chiaia è un luogo di culto cattolico di Napoli, nel quartiere Riviera di Chiaia.

## Storia
La struttura di culto fu fondata nel 1530 dalle monache di San Sebastiano, dopo il periodo della peste. In questo luogo le monache ebbero una certa influenza, riuscendo ad acquisire anche il diritto di pesca.
In seguito, a causa dell'esazione la chiesa fu affidata ai Domenicani. Nel 1839, invece, il re Ferdinando I delle Due Sicilie affidò l'edificio alla congrega del Rosario che la fece rimaneggiare nel 1858.
La chiesa è di piccole dimensioni ed è incastonata in un fabbricato residenziale; molto probabilmente, già in origine faceva parte di un edificio. L'esterno è caratterizzato da un portale a tutto sesto sormontato da un balcone; l'interno, invece, consiste in una sobria aula con volta a botte, due cappelle per lato ed altare maggiore.